# Lukas Nmecha
Lukas Okechukwu Nmecha (ur. 14 grudnia 1998) – niemiecko-angielski piłkarz, pochodzenia nigeryjskiego, występujący na pozycji napastnika w angielskim klubie Leeds United. W latach 2021-2022 siedmiokrotny reprezentant Niemiec.

## Kariera klubowa
Nmecha jest wychowankiem Manchesteru City, a w 19 grudnia 2017 zadebiutował w rozgrywkach Pucharu Ligi Angielskiej. W tym meczu wykorzystał rzut karny w serii rzutów karnych. Zadebiutował w Premier League 29 kwietnia 2018, jako zmiennik Gabriela Jesusa w starciu przeciwko West Hamowi United na Stadionie Olimpijskim.
W sezonie 2018/19, Nmecha został wypożyczony do Preston North End. W rozgrywkach Championship rozegrał aż 41 spotkań ligowych w których czterokrotnie wpisał się na listę strzelców. Przed kolejnym sezonem ponownie został wypożyczony, tym razem do kraju w którym się urodził, bowiem 3 sierpnia 2019 roku Nmecha dołączył do VfL Wolfsburg. Zaledwie sześć ligowych występów spowodowało, że wypożyczenie zakończono przedwcześnie zimą. 3 stycznia 2020 nowym klubem zawodnika zostało Middlesbrough. 21 sierpnia 2020 roku Nmecha dołączył na zasadzie wypożyczenia do zespołu Anderlechtu prowadzonego przez swojego byłego kolegę z zespołu – Vincenta Kompany'ego. 13 września 2020 roku strzelił swojego pierwszego gola dla nowego klubu w wygranym 2:0 meczu z Cercle Brugge.
16 lipca 2021 roku przeszedł definitywnie do niemieckiego klubu VfL Wolfsburg, podpisując kontrakt do 2025 roku.

## Kariera reprezentacyjna
Nmecha, którego matka jest Niemką, a ojciec Nigeryjczykiem, urodził w Hamburgu, ale dorastał w Anglii. Dzięki temu uprawniony jest do grania aż w trzech reprezentacjach – Nigerii, Niemiec i Anglii.
W październiku 2014 Nmecha strzelił gola dla reprezentacji Anglii U-17 w kwalifikacjach do Euro U-17 przeciwko Macedonii. Nmecha znalazł się w kadrze Anglii na Mistrzostwa Europy U-19 w 2017 roku. Zdobył zwycięską bramkę w meczu półfinałowym z Czechami, a jego gol zdecydował także o triumfie w finałowym starciu z Portugalią.
W marcu 2019, Nmecha zadeklarował, że chce występować jednak w reprezentacji Niemiec i wtedy po raz pierwszy znalazł się w składzie kadry do lat 21. Debiut przypadł na towarzyski mecz z Anglią w Bournemouth rozegrany 26 marca 2019 roku.

## Życie osobiste
Jest synem Niemki oraz Nigeryjczyka. Nmecha jest starszym bratem innego wychowanka Manchesteru City, Felixa Nmechy. Obaj urodzili się w Niemczech, zanim w młodym wieku przeprowadzili się do Anglii.